# Ludwig von Borcke
Christian August Ludwig Friedrich von Borcke (* 9. November 1804 in Bahn; † 21. Januar 1888 in Potsdam) war ein preußischer General der Infanterie.

## Leben

### Herkunft
Ludwig war Angehöriger des pommerschen Adelsgeschlechts Borcke. Seine Eltern waren der Major im Dragoner-Regiment Nr. 5 und Erbherr  auf Roggow, Ludwig Friedrich von Borcke (1767–1827) und dessen Ehefrau Luise Henriette, geborene Freiin von Steinaecker (1774–1860). Die Generale Karl von Borcke (1800–1870), Franz von Borcke (1802–1886) und Wilhelm von Borcke (1807–1867) waren seine Brüder.

### Militärkarriere
Borcke besuchte ab 1. April 1819 das Berliner Kadettenhaus und wurde am 15. Oktober 1822 als Portepeefähnrich dem 2. Infanterie-Regiment der Preußischen Armee überwiesen. Bis Mitte Mai 1825 avancierte er zum Sekondeleutnant und 1829/32 zur weiteren Ausbildung an die Allgemeine Kriegsschule kommandiert. Am 17. August 1837 wurde er dann Premierleutnant und kam am 17. April 1838 zum Großen Generalstab. Dort wurde er am 30. März 1840 Hauptmann. Bereits am 10. April 1840 wurde er in den Generalstab des VII. Armee-Korps versetzt. Daran schloss sich vom 7. November 1844 bis zum 20. Mai 1848 eine Verwendung als Major im Generalstab des III. Armee-Korps an. Anschließend folgte seine Versetzung als Bataillonskommandeur in das 2. Infanterie-Regiment (König). 1848 kämpfte er in Dänemark im Gefecht bei Schleswig und Düppel. Für Düppel erhielt er den Roten Adlerorden IV. Klasse mit Schwertern. Am 22. März 1852 wurde er zum Oberstleutnant befördert und erhielt am 14. September den Roten Adlerorden III. Klasse mit Schwertern am Ring. Am 22. März 1852 wurde er dann Oberst und als Kommandeur in das 10. Infanterie-Regiment versetzt. Von dort kam er am 4. Januar 1857 als Kommandeur zur 1. Infanterie-Brigade und wurde in dieser Eigenschaft am 15. Oktober 1857 zum Generalmajor befördert. Am 3. Oktober 1859 bekam er den Roten Adlerorden II. Klasse mit Schwertern am Ring. Dann am 8. Juni 1861 wurde er als Kommandant nach Danzig versetzt, dazu erhielt er am 18. Oktober 1861 den Charakter als Generalleutnant. Am 29. Januar 1863 bekam er das Patent zu seinem Dienstgrad. Im Jahr darauf wurde ihm am 12. Januar 1864 auch noch der Stern zum Roten Adlerorden II. Klasse mit Schwertern am Ring verliehen. Am 22. März 1866 erhielt er dann den Charakter eines Generals der Infanterie und am 24. Dezember 1868 wurde er zum Gouverneur von Danzig ernannt. Am 9. Juli 1870 wurde er dann mit Pension zur Disposition gestellt. Angesichts des aufziehenden Krieges gegen Frankreich wurde Borcke am 18. Juli 1870 als Kommandierender General des stellvertretenden I. Armee-Korps zurückgeholt. Am 27. Juli 1871 wurde er dann von dieser Stellung wieder entbunden. Er starb am 21. Januar 1888 in Potsdam.

### Familie
Borcke heiratete am 9. Juli 1846 in Raden Adelheid Caroline Klara Wahlert (1819–1908), eine Tochter des Regierungsrates Georg Heinrich Wahlert († 1847) aus Koblenz und Schwester des Generalmajors Karl von Wahlert. Das Paar hatte mehrere Kinder:
- Kurt (1847–1921), preußischer Generalmajor ⚭ Antonie Anna Bertha von Klatte (1854–1922)[3]
- Walther (1849–1852)
- Franz Maximilian Johann Friedrich (1852–1929), Major a. D.
- Ludwig Friedrich Franz Gustav Johann (1854–1896), Hauptmann a. D.
- Karl Franz Wilhelm Fritz (1859–1898) ⚭ Marie Magdalene (Mia) Felicitas von Arnim (1870–1946), Tochter von Richard von Arnim